# Anna Brzezińska (escritora)
Anna Dorota Brzezińska (Opole, 8 de junio de 1971) es una historiadora y escritora polaca.

## Biografía
Estudió Historia en la Universidad Católica de Lublin. Actualmente se encuentra haciendo un doctorado en la Universidad Centroeuropea de Budapest. El tema de su tesis doctoral es: La imagen de la reina en la Polonia del siglo XVI.
Fue copropietaria de la Editorial Runa, especializada en la publicación de literatura fantástica polaca.
Es esposa del escritor Grzegorz Wiśniewski. Reside en Varsovia.

## Libros publicados

### Series fantásticas
- Saga sobre el bandolero de mordida dura (Saga o zbóju Twardokęsku)
  - El camino de los salteadores (Zbójecki gościniec), Editorial SuperNOWA, 1999.
  - El arpa de la serpiente (Żmijowa harfa), Editorial SuperNOWA, 2000. Editorial Runa, (versión corregida), 2007.
  - Lluvia veraniega. El cáliz (Letni deszcz. Kielich), Editorial Runa, 2004.
  - Lluvia veraniega. El puñal (Letni deszcz. Sztylet), Editorial Runa 2009.

- La Gran Guerra (Wielka Wojna)
  - Por el rey, la patria y un puñado de oro (Za króla, ojczyznę i garść złota), novela escrita en coautoría con Grzegorz Wiśniewski, 2007.
  - En tierra de nadie (Na ziemi niczyjej), volumen de microrrelatos escrito en coautoría con Grzegorz Wiśniewski. Editorial Runa, 2008.

- El Valle de los Abrojos (Wilżyńska Dolina)
  - Relatos del Valle de los Abrojos (Opowieści z Wilżyńskiej Doliny), Editorial Runa, 2002, 2009, 2011. Wydawnictwo Literackie, 2016.
  - La hechicera del Valle de los Abrojos (Wiedźma z Wilżyńskiej Doliny), Editorial Runa, 2010. Wydawnictwo Literackie, 2016.

### Relatos reunidos
- Aguas profundas como el cielo (Wody głębokie jak niebo), Editorial Runa, 2005. Wydawnictwo Literackie, 2017.

### Novela histórica
- Las hijas de Wawel. Narración sobre las princesas Jagellón (Córki Wawelu. Opowieść o jagiellońskich królewnach). Cracovia, Wydawnictwo Literackie, 2017.[1]

## Relatos publicados en antologías
- La calle (Ulica) en la antología El libro del terror (Księga strachu) tomo II, 2007.
- Un día (Jeden dzień) en la antología El libro de la guerra (Księga wojny), 2011.

## Relatos publicados en la prensa
- Un príncipe verdadero (Prawdziwy książę), revista Wysokie obcasy, 27 de mayo del 2006.

## Premios y distinciones
- 1999: Premio Janusz A. Zajdel de Literatura Fantástica Polaca.
- 2001: Premio Janusz A. Zajdel de Literatura Fantástica Polaca.
- 2005: Premio Janusz A. Zajdel de Literatura Fantástica Polaca por el relato Aguas profundas como el cielo.
- 2010: Nominada al Premio literario Jerzy Żuławski.